# 马里卢斯
马里卢斯是巴西巴拉那州的一个市镇。总面积433.17平方公里，总人口10817人，人口密度25人/平方公里。